# Димензија векторског простора
Димензија векторског простора је кардиналност скупа вектора који сачињавају базу датог векторског простора. У линеарној алгебри се доказује да свака база једног векторског простора има исту кардиналност (сачињава је исти број вектора). Димензија векторског простора одговара бројности сваког максималног скупа линеарно независних вектора тог векторског простора, као и бројности сваког минималног скупа вектора тог простора који (линеарно) генерише цео простор.
Димензију векторског простора V над пољем скалара K означавамо са dim(V).
Кажемо да је векторски простор коначно-димензионалан, ако је његова димензија коначан број.
Ако узмемо на пример векторски простор R3, једну његову базу можемо записати као скуп вектора {(1,0,0), (0,1,0), (0,0,1)}, и стога је dim(R3) = 3 (јер има три вектора у бази).
Ако је W линеарни потпростор простора V, тада је dim(W) ≤ dim(V).